# ميخائيل ولز
ميخائيل ولز (بالإنجليزية: Michael Wells)‏ هو لاعب اتحاد الرغبي أسترالي، ولد في 3 مايو 1993 في سيدني في أستراليا.

## وصلات خارجية
- ميخائيل ولز على موقع ItsRugby.co.uk (الإنجليزية)